# Tensor de intensidad de campo de gluones
En física de partículas teórica, el tensor de intensidad de campo de gluones es un campo tensorial de segundo orden que caracteriza la interacción gluónica entre cuarks.
La interacción nuclear fuerte es una de las interacciones fundamentales de la naturaleza, y la teoría cuántica de campos (TCC) para describirla se denomina cromodinámica cuántica (CDC). Los cuarks interactúan entre sí mediante la fuerza fuerte debida a su carga de color, mediada por gluones. Los propios gluones poseen carga de color y pueden interactuar entre sí.
El tensor de intensidad de campo de gluones es un campo tensorial de rango 2 definido en el espacio-tiempo, con valores en el haz adjunto del grupo de gauge cromodinámico SU (3) (consúltese fibrado vectorial para las definiciones necesarias).

## Convención
En este artículo, los índices latinos (normalmente a, b, c, n) toman valores 1, 2, ..., 8 para las ocho cargas de color de los gluones, mientras que los índices griegos (normalmente α, β, μ, ν) toman valores 0 para componentes temporales y 1, 2, 3 para las componentes espaciales de los cuadrivectores y de los tensores espacio-temporales de cuatro dimensiones. En todas las ecuaciones, se utiliza el convenio de suma en todos los índices de color y tensor, a menos que el texto indique explícitamente que no se debe tomar ninguna suma (como por ejemplo, cuando se indica "sin suma").

## Definición
Las definiciones (y la mayor parte de la notación) que figuran más adelante siguen el criterio usado por K. Yagi, T. Hatsuda, Y. Miake y Greiner, Schäfer.

### Componentes tensoriales
El tensor se denota G (o F, F o alguna variante) y tiene componentes definidas proporcionales al conmutador de la derivada covariante del cuark Dμ:
{\displaystyle G_{\alpha \beta }=\pm {\frac {1}{ig_{\text{s}}}}[D_{\alpha },D_{\beta }]\,,}
donde:
{\displaystyle D_{\mu }=\partial _{\mu }\pm ig_{\text{s}}t_{a}{\mathcal {A}}_{\mu }^{a}\,,}
en el que
- i es la unidad imaginaria
- gs es la constante de acoplamiento de la fuerza fuerte
- ta = λa/2 son las matrices de Gell-Mann λa divididas por 2
- a es un índice de color en la representación adjunta del grupo SU(3) que toma los valores 1, 2, ..., 8 para los ocho generadores del grupo, es decir, las matrices de Gell-Mann
- μ es un índice de espacio-tiempo, 0 para componentes temporales y 1, 2, 3 para componentes espaciales
- {\displaystyle {\mathcal {A}}_{\mu }=t_{a}{\mathcal {A}}_{\mu }^{a}} expresa el campo de gluones, un campo de gauge con espín-1 o, en lenguaje geométrico diferencial, una conexión en el grupo SU(3) del fibrado principal
- {\displaystyle {\mathcal {A}}_{\mu }} son sus cuatro componentes (dependientes del sistema de coordenadas), que en un gauge fijo son matrices hermíticas 3×3 de funciones valuadas, mientras que {\displaystyle {\mathcal {A}}_{\mu }^{a}} son 32 funciones reales, que representan las cuatro componentes para cada uno de los ocho campos de cuadrivectores.

Diferentes autores eligen diferentes signos.
Al expandir el conmutador se obtiene que
{\displaystyle G_{\alpha \beta }=\partial _{\alpha }{\mathcal {A}}_{\beta }-\partial _{\beta }{\mathcal {A}}_{\alpha }\pm ig_{\text{s}}[{\mathcal {A}}_{\alpha },{\mathcal {A}}_{\beta }]}
Sustituyendo {\displaystyle t_{a}{\mathcal {A}}_{\alpha }^{a}={\mathcal {A}}_{\alpha }} y usando el conmutador {\displaystyle [t_{a},t_{b}]=if_{ab}{}^{c}t_{c}} para las matrices de Gell-Mann (con un reetiquetado de índices), en las que f abc son las constantes de estructura de SU(3), cada una de las componentes de intensidad de campo de gluones se puede expresar como una combinación lineal de matrices de Gell-Mann de la siguiente manera:
{\displaystyle {\begin{aligned}G_{\alpha \beta }&=\partial _{\alpha }t_{a}{\mathcal {A}}_{\beta }^{a}-\partial _{\beta }t_{a}{\mathcal {A}}_{\alpha }^{a}\pm ig_{\text{s}}\left[t_{b},t_{c}\right]{\mathcal {A}}_{\alpha }^{b}{\mathcal {A}}_{\beta }^{c}\\&=t_{a}\left(\partial _{\alpha }{\mathcal {A}}_{\beta }^{a}-\partial _{\beta }{\mathcal {A}}_{\alpha }^{a}\pm i^{2}f_{bc}{}^{a}g_{\text{s}}{\mathcal {A}}_{\alpha }^{b}{\mathcal {A}}_{\beta }^{c}\right)\\&=t_{a}G_{\alpha \beta }^{a}\\\end{aligned}}\,,}
de modo que:
{\displaystyle G_{\alpha \beta }^{a}=\partial _{\alpha }{\mathcal {A}}_{\beta }^{a}-\partial _{\beta }{\mathcal {A}}_{\alpha }^{a}\mp g_{\text{s}}f^{a}{}_{bc}{\mathcal {A}}_{\alpha }^{b}{\mathcal {A}}_{\beta }^{c}\,,}
donde nuevamente a, b, c = 1, 2, ..., 8 son índices de color. Al igual que con el campo de gluones, en un sistema de coordenadas específico y gauge fijo, Gαβ son funciones matriciales hermitianas sin traza 3×3, mientras que Gaαβ son funciones de valores reales, los componentes de ocho campos tensoriales de segundo orden de cuatro dimensiones.

### Formas diferenciales
El campo de color de los gluones se puede describir utilizando el lenguaje de las formas diferenciales, específicamente como una 2-forma de curvatura valorada en un haz adjunto (téngase en cuenta que las fibras del haz adjunto son el álgebra de Lie su(3))
{\displaystyle \mathbf {G} =\mathrm {d} {\boldsymbol {\mathcal {A}}}\mp g_{\text{s}}\,{\boldsymbol {\mathcal {A}}}\wedge {\boldsymbol {\mathcal {A}}}\,,}
donde {\displaystyle {\boldsymbol {\mathcal {A}}}} es el campo de gluones, una 1-forma de potencial vectorial correspondiente a G y ∧ es el producto exterior (antisimétrico) de esta álgebra, lo que produce las constantes de estructura f abc. La derivada de Cartan de la forma del campo (es decir, esencialmente la divergencia del campo) sería cero en ausencia de los términos de gluones, es decir, aquellos {\displaystyle {\boldsymbol {\mathcal {A}}}} que representan el carácter no abeliano del grupo SU(3).
En el artículo sobre la conexión métrica se puede encontrar una deducción más matemáticamente formal de estas mismas ideas (pero con una configuración ligeramente modificada).

### Comparación con el tensor electromagnético
El tensor vinculado al campo de gluones es muy similar al tensor de campo electromagnético (también denominado F ) en electrodinámica cuántica, dado por el cuadripotencial electromagnético A que describe un fotón de espín-1:
{\displaystyle F_{\alpha \beta }=\partial _{\alpha }A_{\beta }-\partial _{\beta }A_{\alpha }\,,}
o en el lenguaje de las formas diferenciales:
{\displaystyle \mathbf {F} =\mathrm {d} \mathbf {A} \,.}
La diferencia clave entre la electrodinámica cuántica y la cromodinámica cuántica es que la intensidad del campo de los gluones tiene términos adicionales que conducen a la renormalización entre los gluones y la libertad asintótica. Esta es una complicación de la fuerza fuerte que la convierte inherentemente en no lineal, contrariamente a la teoría lineal de la fuerza electromagnética. La cromodinámica cuántica es una teoría de campo de gauge. La palabra no abeliano en el lenguaje de la teoría de grupos significa que la operación del grupo no es conmutativa, lo que hace que el álgebra de Lie correspondiente no sea trivial.

## Densidad lagrangiana en cromodinámica cuántica
Característica de las teorías de campo, la dinámica de la intensidad del campo se resume en un Lagrangiano adecuado y la sustitución en las ecuaciones de Euler-Lagrange (para campos) permite obtener la ecuación de movimiento para el campo. La densidad lagrangiana para los cuarks sin masa, unidos por gluones, es:
{\displaystyle {\mathcal {L}}=-{\frac {1}{2}}\mathrm {tr} \left(G_{\alpha \beta }G^{\alpha \beta }\right)+{\bar {\psi }}\left(iD_{\mu }\right)\gamma ^{\mu }\psi }
donde tr denota la traza de la matriz de orden 3×3 GαβGαβ y γμ son matrices gamma de orden 4×4. En el término fermiónico {\displaystyle i{\bar {\psi }}\left(iD_{\mu }\right)\gamma ^{\mu }\psi }, se suprimen los índices de color y de espinor. Con índices explícitos, {\displaystyle \psi _{i,\alpha }} donde {\displaystyle i=1,\ldots ,3} son índices de color y {\displaystyle \alpha =1,\ldots ,4} son índices de espinor de Dirac.

## Transformaciones de gauge
A diferencia de la electrodinámica cuántica, el tensor de intensidad de campo de gluones no es invariante de gauge en sí mismo. Solo el producto de dos índices contraídos en todos los índices es invariante de gauge.

## Ecuaciones de movimiento
Tratadas como una teoría de campos clásica, las ecuaciones del movimiento para los campos de cuarks son:
{\displaystyle (i\hbar \gamma ^{\mu }D_{\mu }-mc)\psi =0}
que es como la ecuación de Dirac, y las ecuaciones del movimiento para los campos de gluones (gauge) son:
{\displaystyle \left[D_{\mu },G^{\mu \nu }\right]=g_{\text{s}}j^{\nu }}
que son similares a las ecuaciones de Maxwell (cuando están escritos en notación tensorial). Más específicamente, estos son las ecuaciones de Yang–Mills para campos de cuarks y gluones. La carga de color de la cuadricorriente es la fuente del tensor de intensidad de campo de gluones, análoga a la cuadricorriente electromagnética como fuente del tensor electromagnético. Esta dada por
{\displaystyle j^{\nu }=t^{b}j_{b}^{\nu }\,,\quad j_{b}^{\nu }={\bar {\psi }}\gamma ^{\nu }t^{b}\psi ,}
que es una corriente conservativa, ya que se conserva la carga de color. En otras palabras, el color de la cuadricorriente debe satisfacer la ecuación de continuidad:
{\displaystyle D_{\nu }j^{\nu }=0\,.}

### Libros
- H. Fritzsch (1982). Quarks: the stuff of matter. Allen lane. ISBN 978-0-7139-15334.
- B.R. Martin; G. Shaw (2009). Particle Physics. Manchester Physics Series (3rd edición). John Wiley & Sons. ISBN 978-0-470-03294-7.
- S. Sarkar; H. Satz; B. Sinha (2009). The Physics of the Quark-Gluon Plasma: Introductory Lectures. Springer. ISBN 978-3642022852.
- J. Thanh Van Tran, ed. (1987). Hadrons, Quarks and Gluons: Proceedings of the Hadronic Session of the Twenty-Second Rencontre de Moriond, Les Arcs-Savoie-France. Atlantica Séguier Frontières. ISBN 978-2863320488.
- R. Alkofer; H. Reinhart (1995). Chiral Quark Dynamics. Springer. ISBN 978-3540601371.
- K. Chung (2008). Hadronic Production of ψ(2S) Cross Section and Polarization. ISBN 978-0549597742.
- J. Collins (2011). Foundations of Perturbative QCD. Cambridge University Press. ISBN 978-0521855334.
- W.N.A. Cottingham; D.A.A. Greenwood (1998). Standard Model of Particle Physics. Cambridge University Press. ISBN 978-0521588324.

### Artículos seleccionados
- J.P. Maa; Q. Wang; G.P. Zhang (2012). «QCD evolutions of twist-3 chirality-odd operators». Physics Letters B 718 (4–5): 1358-1363. Bibcode:2013PhLB..718.1358M. S2CID 118575585. arXiv:1210.1006. doi:10.1016/j.physletb.2012.12.007.
- M. D’Elia, A. Di Giacomo, E. Meggiolaro (1997). «Field strength correlators in full QCD». Physics Letters B 408 (1–4): 315-319. Bibcode:1997PhLB..408..315D. S2CID 119533874. arXiv:hep-lat/9705032. doi:10.1016/S0370-2693(97)00814-9.
- A. Di Giacomo; M. D’elia; H. Panagopoulos; E. Meggiolaro (1998). «Gauge Invariant Field Strength Correlators In QCD». arXiv:hep-lat/9808056.
- M. Neubert (1993). «A Virial Theorem for the Kinetic Energy of a Heavy Quark inside Hadrons». Physics Letters B 322 (4): 419-424. Bibcode:1994PhLB..322..419N. S2CID 14214029. arXiv:hep-ph/9311232. doi:10.1016/0370-2693(94)91174-6.
- M. Neubert; N. Brambilla; H.G. Dosch; A. Vairo (1998). «Field strength correlators and dual effective dynamics in QCD». Physical Review D 58 (3): 034010. Bibcode:1998PhRvD..58c4010B. S2CID 1824834. arXiv:hep-ph/9802273. doi:10.1103/PhysRevD.58.034010.
- M. Neubert (1996). «QCD sum-rule calculation of the kinetic energy and chromo-interaction of heavy quarks inside mesons». Physics Letters B. (enlace roto disponible en Internet Archive; véase el historial, la primera versión y la última).